# Żmija hiszpańska
Żmija hiszpańska (Vipera seoanei) – gatunek węża z rodziny żmijowatych (Viperidae), występujący w północnej i północno-zachodniej części Półwyspu Iberyjskiego oraz w skrajnie południowo-zachodniej Francji.

## Wygląd
Wąż o długości 45–60 cm, skóra ma barwę brązową lub beżową, z zygzakiem wzdłuż grzbietu. Brzuch ciemny. Głowa jest wyraźnie zaznaczona, tępo zakończona. Oczy czerwonawobrązowe, pionowe źrenice.

## Biotop
Wąż żyje na terenach skalistych lub porośniętych niską roślinnością. Można spotkać go także w rzadkich lasach, w których występuje gęste runo leśne.

## Pożywienie
Gad żywi się głównie myszami, jaszczurkami i żabami.

## Rozmnażanie
Wąż jest jajożyworodny, samica składa 3–8 jaj w jednym lęgu.

## Jadowitość
Vipera seoanei jest gatunkiem jadowitym. Jego trucizna nie jest bardzo groźna dla człowieka, jednak po ukąszeniu należy profilaktycznie podać surowicę.

## Podgatunki
Wyróżniono dwa podgatunki V. seoanei:
- Vipera seoanei seoanei
- Vipera seoanei cantabrica